# E.1027

Ansicht vom Strand (September 2016)

E.1027 (auch „Maison en Bord de Mer“) ist die Bezeichnung für das Wohnhaus der irischen Designerin und Architektin Eileen Gray, das sie für sich und ihren damaligen Partner, den rumänischen Architekten und Kritiker Jean Badovici plante. Die Architekturikone mit dem rätselhaften Namen wurde zwischen 1926 und 1929 in Roquebrune-Cap-Martin an der Französischen Riviera errichtet.

## Beschreibung
Der Name des Hauses ist ein Zahlenspiel. Er fügt zur persönlichen Identifikation der Autoren deren Initiale des Namens über einen Zahlenschlüssel des Alphabets zusammen: E=Eileen, 10=Jean, 2=Badovici, 7=Gray.
Eileen Gray kaufte zwei Grundstücke an der Riviera, eines in Roquebrune-Cap-Martin und das andere in Castellar (Tempe a Pailla, 1932). Hier baute sie zwei Häuser für sich selbst. Beide Häuser sind sehr originell, sorgfältig geplant und für einen offenen Lebensstil gedacht. Sie begann 1926, an den Plänen für Roquebrune zu arbeiten, und 1929 war das Haus einzugsfertig. Bereits vorher wurde es von Badovici in „L’Architecture Vivante“ publiziert als „Maison en Bord de Mer“. Eileen Gray nimmt Abstand vom freien Grundriss im damaligen Sinn, den sie selbst als „Camping-Stil“ bezeichnet. Ihr Haus versteht sich mehr als eine Hülle für einen zurückhaltenden, artikulierten Lebensstil, in dem der Innenraum sorgfältig geplant und festgelegt ist. Das Haus stellt den Versuch dar, die einzelnen Räume so zu organisieren, dass jeder einzelne Bewohner dieses Hauses sich zu jeder Zeit zurückziehen kann und eine friedliche Ecke zum Entspannen finden kann.
Gegen Ende des Zweiten Weltkrieges malte Le Corbusier im Haus E.1027 während der Abwesenheit von Eileen Gray und gegen ihren Willen fünf große Wandgemälde. Der weltberühmte Architekt malte abstrahierte, nackte Frauenfiguren auf Wände, die von der Architektin bewusst als weiße Flächen konzipiert worden waren, dies in Kenntnis darüber, dass Gray auch Beziehungen zu Frauen hatte. Er ließ sich beim Malen der Fresken nackt fotografieren. Die Bemalungen wurden als Akt der Revanche und als Dominanzgebaren gegenüber einer begabten Frau gelesen, die nicht nur auch Frauen liebte, sondern in ihren Schriften die Konzepte Le Cobusiers vom Haus als Wohnmaschine kritisiert hatte. Später errichtete Le Corbusier in unmittelbarer Nachbarschaft sein Sommerhäuschen Le Cabanon. Die Aneignung von E.1027 durch Le Corbusier geschah nicht nur physisch durch Bemalen der Wände und die Errichtung des Cabanon. Zuschreibungen des Hauses zum Werk, entweder Le Corbusiers oder Badovicis in der damaligen Fachliteratur, wurden nicht richtiggestellt, was dazu beitrug, dass die Leistungen Grays in Vergessenheit gerieten. Die Kontroverse um die Wandgemälde entbrannte in den 90er Jahren in der Fachliteratur und wird bis heute weitergeführt. 2015 entstand der Spielfilm The Price of Desire auf Basis der Begebenheit, der Film wurde größtenteils in dem restaurierten Haus gedreht.
Nach längeren und aufwändigen Restaurationsarbeiten wurde das Haus 2021 der Öffentlichkeit zugänglich gemacht, es befindet sich im Besitz des französischen Staates.

## Film
- Beatrice Minger: E.1027 – Eileen Gray und das Haus am Meer. Dokumentarfilm,  CH 2024.[7]